# 薬師山 (八峰町)
薬師山（やくしさん）は、秋田県八峰町の山である。大母爺(おおもや)ともよばれる。JR東八森駅方面から見ると、母谷山と大小の2つのピークが並んで見える。

## 磯前神社
薬師山は元々は大母爺とよばれていた。853年円仁が大母爺社に薬師如来を祀ったので、薬師山ともよばれるようになった。現在は、磯前神社の分霊が勧請され、山頂には磯前神社が建てられている。磯前神社の祭神は大己貴尊、少名彦尊である。福徳開運の神、医薬の神、縁結びの神、豊年満作の神、最厄除けの神としてあがめられている。
磯前神社は常陸国の神社であるが、佐竹氏によって強く信仰されていた。佐竹氏が秋田に国替えされると現在の秋田市の金照寺山に磯前神社が勧請された。それが八森に分霊されたと考えられる。菅江真澄が1807年に訪れた際は、ここには磯前神社はまだ無かった。
山頂の磯前神社には病気の治癒を祈って絵馬が奉納されている。また、祭壇にはたくさんの鏡が奉納されており、これは自分の姿を映して仏を見るためである。元旦にお参りすると三千日分のご利益があると言われ、元旦登山も盛んである。また、1月8日が薬師の初の縁日で初薬師と言われている。

## 登山
国道から白瀑神社に向かう道をとり、途中から右にそれ、白瀑神社上の台地に登り、台地上の農道を南にしばらく移動する。薬師山登山道の案内板があるのでそこから谷の中の道を通り、休耕田の跡の道をたどり杉林の中を通ると磯前神社の案内板と鳥居、ベンチがある。鳥居をくぐり斜面にジグザグに付けられた登山道を登ると山頂につく。山頂には磯前神社と山頂標識、南無妙法蓮華経と刻まれた石塔などがある。山頂を過ぎしばらく歩くと南側に見晴らしの良い稜線がある。ここからは、八森の町並みや日本海、男鹿半島などを望むことができる。
南にある母谷山には三角点があるが、この山には三角点はない。

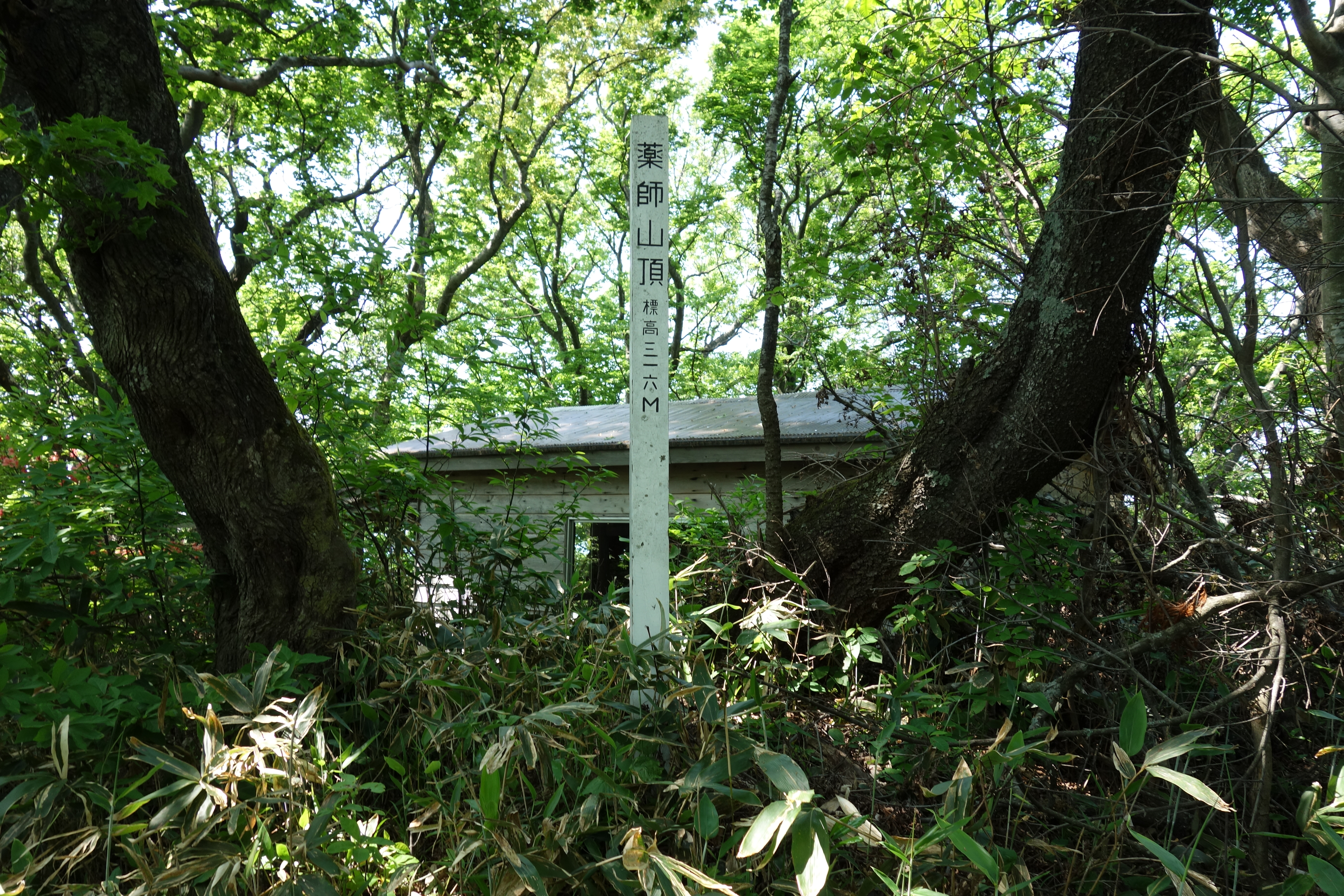
母谷山山頂

## 菅江真澄の記録
菅江真澄は1807年(文化4年)、白瀑神社の白瀑の近くの崖を登り、薬師山の神社に参拝した。このとき、山の中腹には大きな鐘がかかっており、ここに来た人はこの鐘を突くことを記録している。つづら折りの登山道の途中にはオオタチツボスミレやサクラスミレなど多くの種類のスミレがあり、これを絵にしようと真澄は花を摘み取った。このとき摘み取ったスミレの絵を真澄は『無題雑葉集』に記録している。
山頂にたどりつくと、母爺大権現という破れかけた堂があり、中には薬師仏が安置されていた。真澄は山頂から見える周囲の風景や、むかし堂があったとされる石畳、円仁が岩をはらい香を焚いて祈祷したとする香炷石、いのりの池という大蛇が住むという大きな池(その時は干上がって水がわずかしか無かった)などを記録している。